# Piotr Sowisz
Piotr Sowisz (* 10. September 1971 in Wodzisław Śląski) ist ein ehemaliger polnischer Fußballspieler.

## Karriere
Sowisz begann seine Karriere beim Zweitligisten Odra Wodzisław Śląski. 1996 wurde er mit dem Verein Meister der zweiten Liga (Gruppe West) und stieg in die erste Liga auf. 1997 wurde er mit dem Verein Tabellendritter der 1. Liga und erreichte er das Halbfinale des Polnischen Fußballpokal. 2001 wechselte er zum japanischen Zweitligisten Kyōto Purple Sanga und gewann im selben Jahr den J2 League. 2002 kehrte er zu Odra Wodzisław Śląski zurück. Von 2002 bis 2003 war er außerdem noch beim Zweitligisten Tłoki Gorzyce und Świt Nowy Dwór Mazowiecki unter Vertrag. 2003 wurde er mit dem Verein Vizemeister der zweiten Liga und stieg in die erste Liga auf. Danach spielte er bei Przyszłość Rogów, Start Mszana und Gosław Jedłownik. 2008 beendete er seine Karriere als Fußballspieler.